# Азилозавр
Азилозавр (Asylosaurus) — рід пізньотріасового базального завроподоморфа, рештки якого було знайдено в Англії. Назва його означає «непорушений ящір», або «ящір азилю (убіжища)».
Відомий за рештками, помилково описаними Генрі Райлі (Henry Riley) та Семюелом Стачбері (Samuel Stutchbury) як такий, що належить до текодонтозаврів у 1836 р. Вони були доставлені до Єльського університету Отніелом Чарлі Маршем (Othniel Charles Marsh) між 1888 та 1890 рр. Ці скам'янілості уникли знищення під час бомбардування в 1940 р. (під час ІІ Світової війни) на відміну від голотипа текодонтозавра. У 2007 р. Пітер Гальтон (Peter Galton) описав згадані кістки як такі, що належать новому завроподоморфу, якого назвав Asylosaurus yalensis. Видова назва (yalensis) стосується Єльського університету, де зберігалися кістки цього динозавра. Вцілілі під час бомбардування рештки, означені як YPM 219, включають майже весь посткраніальний скелет.
Азилозавру приписують також фрагменти шиї, хвоста, таза, плечової кістки і нижньої кінцівки. Вони можуть належати тій самій особині, що й голотип. Згадані вище рештки було знайдено в породах ретійського віку тріасового періоду у Дардхем Даун (Бристоль, Велика Британія). Загальною будовою азилозавр нагадує інших базальних зауропоморфів, таких як текодонтозавр чи пантидрако (Pantydraco). Однак відрізняється від них будовою плечової кістки. Азилозавр міг бути все- або рослиноїдним динозавром.